# Storsands havsbad
Storsands havsbad ligger i en havsvik vid Midsommarfjärden, ca 8 kilometer öster om tätorten Söderhamn.
Den har djupare vatten nära stranden än Stenö havsbad. På området finns offentliga toaletter och plats för strandsporter som beachvolleyboll och badminton.